# Ernst Hans Hallier
Ernst Hallier (Hamburgo, 25 de noviembre de 1831-Dachau, 21 de diciembre de 1904) fue un botánico, micólogo y filósofo alemán.
Entre 1848 a 1851 se formó como jardinero en los jardines botánicos en Jena y en Erfurt. En 1852, trabajó como jardinero en Charlottenburg y Berlín. Estudió botánica en 1854 en la Universidad de Berlín; en 1855 en Jena, y en 1857 en Gotinga. En 1858, recibió su doctorado en Jena; y trabajó como profesor en el "Instituto de Farmacia", de la Universidad de Jena (con Hermann Ludwig), y también recibió un doctorado allí. En 1860 es profesor y asistente de Botánica (con su tío Jacob Matthias Schleiden); y profesor asociado en 1865. En 1884 renunció a su cátedra en 1884 y volvió a Dachau.
Preferentemente trabajó sobre hongos parásitos, putrefacción y los procesos de descomposición y de las enfermedades en el cuerpo de animales y de plantas, y afirmó que los organismos inferiores adoptaban diferentes formas dependiendo del sustrato sobre el que los gérmenes actuaban.
Como filósofo era seguidor de la filosofía del alemán Jakob Friedrich Fries.

## Algunas publicaciones
- Die pflanzlichen Parasiten des menschlichen Körpers. 1866
- Das Cholerakontagium. 1867
- Phytopathologie. Die Krankheiten der Kulturgewächse. 1868
- Parasitologische Untersuchungen, bezüglich auf die pflanzlichen Organismen bei Masern, Hungertyphus etc.. 1868
- Die Ursache der Kräuselkrankheit. 1875
- Reform der Pilzforschung. 1876
- Die Plastiden der niedern Pflanzen. 1878
- Ausflüge in die Natur. 1876
- Schule der systematischen Botanik. 1878
- Katechismus der allgemeinen Botanik. 1879
- Untersuchungen über Diatomeen. 1880
- Die Vegetation auf Helgoland. 2ª ed. 1863
- Exkursionsbuch. 2ª ed. 1876
- Deutschlands Flora. 1873
- Weltanschauung des Naturforschers. 1875
- Naturwissenschaft, Religion und Erziehung. 1875
- Grundzüge der landschaftlichen Gartenkunst. 1891

## Eponimia
- (Convolvulaceae) Evolvulus hallierii Ooststr.[1]
- (Ebenaceae) Diospyros hallierii Bakh.[2]
- (Fagaceae) Quercus hallierii Seemen[3]
- (Fagaceae) Synaedrys hallierii Koidz.[4]
- (Hymenophyllaceae) Hymenophyllum hallierii Rosenst.[5]
- (Rubiaceae) Ixora hallierii Bremek.[6]
- (Rubiaceae) Praravinia hallierii Bremek.[7]